# 黃諒
黃諒（1371年—？），字子貞，浙江溫州府永嘉縣人，民籍，明朝政治人物。進士出身。

## 生平
縣學生，浙江鄉試第二十二名。建文二年（1400年）庚辰科會試第一百八名，殿試登進士三甲。

## 家族
曾祖黃堯卿、祖父黃克敬，父亲黃文起。